# Hans Thomi
Hans Thomi (* 12. März 1885 in Langenthal; † 30. März 1976 in Basel, heimatberechtigt in Oberburg) war ein Schweizer Unternehmer.

## Leben
Hans Thomi wuchs als Sohn von Johann Friedrich und Maria in einer Unternehmerfamilie auf. Nach dem Besuch der Schulen in Langenthal hielt er sich in Paris und Liverpool auf.
Er kehrte im Jahre 1914 zurück nach Zürich und trat 1921 in die Firma seines Vaters, der Helvetia Langenthal, ein. Diese fusionierte 1930 mit der Heinrich Franck Söhne AG zur neuen Firma Franck Thomi SA. Hans Thomi, in der Zwischenzeit nach Basel gezogen, war bis 1953 Direktor und Delegierter des Verwaltungsrats. Er übergab zu diesem Zeitpunkt die Führung an seine Söhne und blieb bis 1960 Verwaltungsratspräsident.
Thomi war ab 1919 mit Bertha, der Tochter von Samuel Jakob Tresch, verheiratet.